# Overstrand (Norfolk)
Overstrand is een civil parish in het bestuurlijke gebied North Norfolk, in het Engelse graafschap Norfolk met 1030 inwoners.

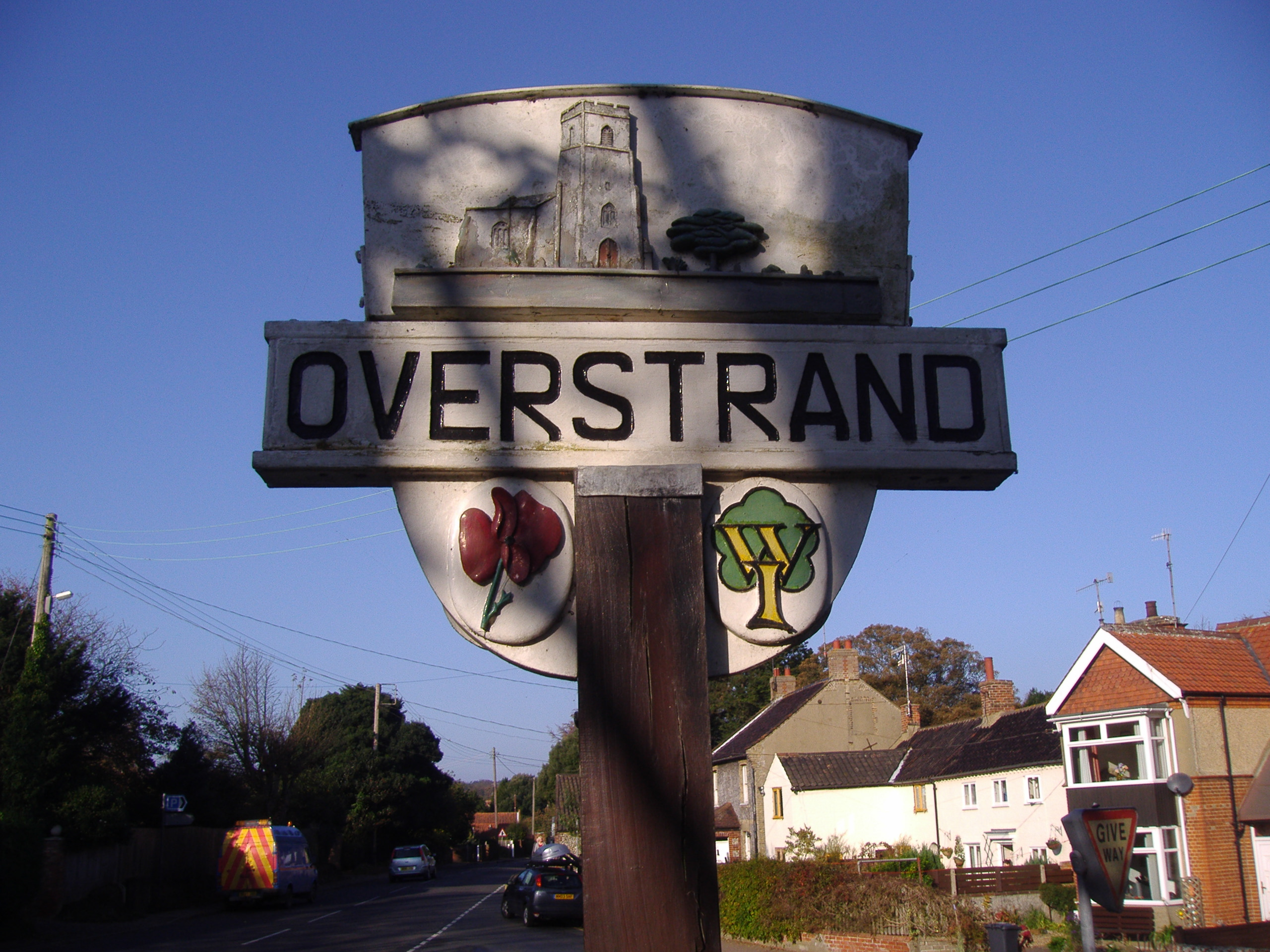
Overstrand